# Эриоботрия отклонённая
Эриоботрия отклонённая (лат. Eriobotrya deflexa) — вид деревянистых растений рода Эриоботрия (Eriobotrya) семейства Розовые (Rosaceae).

## Ботаническое описание
Вечнозелёное дерево. Стволы обычно тонкие, часто искривлённые в сторону солнечного света. Веточки коричневато-серые с войлочным опушением. Листья очерёдные, тёмно-зелёные, кожистые, собраны в пучки на концах веток, цельные, с пильчатым краем, на черешке длиной 6 см, крупные: до 25 см длины и 8 см ширины, от продолговато-ланцетных до обратнояйцевидно-продолговатых, с клиновидным основанием и заострённой верхушкой. Молодые листья медного цвета.
Цветки 1,5—1,8 см в диаметре, белые, ароматные, собраны в многоцветковые верхушечные метёлки до 20 см длины. Цветёт, в отличие от эриоботрии японской, весной. Плоды шаровидные, до 2 см в диаметре, зеленовато-оливкового цвета (при созревании желтовато-красные) на плодоножках длиной 7—12 мм, с отогнутыми коричневыми чашелистиками на вершине. Под плотной оболочкой заключена слизистая мякоть. Плоды съедобные, сладковатые. В плодоношение вступает в возрасте 12 лет.

## Распространение и экология
Естественно произрастает на склонах и в долинах широколиственных горных лесов на высоте от 1000 до 2100 метров над уровнем моря в Юго-Восточном Китае (Гуандун, Хайнань), на Тайване и в Южном Вьетнаме.

## Синонимы
- Eriobotrya buisanensis (Hayata) Makino & Nemoto
- Eriobotrya deflexa var. buisanensis (Hayata) Hayata
- Eriobotrya deflexa f. buisanensis (Hayata) Nakai
- Eriobotrya deflexa var. koshunensis Kaneh. & Sasaki
- Eriobotrya deflexa f. koshunensis (Kaneh. & Sasaki) H.L.Li
- Photinia buisanensis Hayata
- Photinia deflexa Hemsl.basionym